# 望來村
望来村（日语：〔〕／ Mōrai mura */?）是過去屬北海道石狩支厅辖下的一个村，已于1907年4月1日与厚田村合并为新的厚田村，當時的辖区相当于現在石狩市的中部地区。
車站名稱源自阿伊努語「mo-ray」（流動緩慢的河流）或「mu-nay」（阻塞的河川）。

## 沿革
- 1902年4月1日：望来村、聚富村、岭泊村合并为新設置的望来村，成为北海道二级村。[2]
- 1907年4月1日：望来村、厚田村合并为新設置的厚田村，成为北海道一级村。
- 2005年10月1日：厚田村、滨益郡滨益村被併入石狩市。